# Таллинская пляска смерти
Таллинская пляска смерти — картина, написанная в конце XV века на сюжет «пляски смерти». Находится в церкви Святого Николая (Нигулисте) в Таллине, Эстония. Авторство картины приписывается немецкому художнику Бернту Нотке. Она считается одним из наиболее ярких произведений искусств средневекового Таллина. «Пляска смерти» представляет собой начальный фрагмент не сохранившейся оригинальной картины.

## История
Тема «пляски смерти» часто встречается в позднесредневековом искусстве и литературе. Толчком к этому стала чёрная смерть, пандемия чумы, опустошившая Европу в середине XIV века. Танец скелетированных фигур символизирует бренность бытия (memento mori). В пляске смерти участвуют представители всех слоёв общества, начиная от папы и императора и заканчивая крестьянами.
Таллинская картина «Пляска смерти» была написана в конце XV века. Авторство приписывается Бернту Нотке, одному из крупнейших немецких любекских художников того времени. В качестве местонахождения таллинский «Пляски смерти» источники указывали исключительно церковь Нигулисте. Впервые эта картина упоминается в 1603 году в церковной счётной книге. Следующее упоминание относится к 1622 году, когда проводилась очистка и реновация полотна. Картина располагалась в часовне Святого Антония церкви Нигулисте.
Изначально картина состояла из нескольких частей и имела длину 28—30 м. Сохранилась только первая часть. Об обстоятельствах утраты остальных частей картины информация отсутствует.
Детальное исследование Таллинской пляски смерти началось в конце XIX века, когда было замечено сходство этой картины с Любекской пляской смерти (копией 1701 года картины 1463 года из церкви Святой Марии в Любеке). Исследователи того времени заключили, что таллинская картина является уменьшенной копией старой любекской.
В 1937 году любекский искусствовед Карл Георг Хайзе выдвинул предположение, что Таллинская пляска смерти — это не копия, а часть старой любекской картины. Якобы в конце XVI века из-за плохой сохранности Любекской пляски смерти, из неё был вырезан кусок и доставлен в церковь Нигулисте в Таллине. В качестве доказательств своей версии Хайзе привёл обрезки холста, найденные под копией Пляски смерти в Любеке, которые, по его мнению, совпадали с таллинской картиной.
В 1962—1965 годах таллинская «Пляска смерти» была отреставрирована командой реставраторов, в том числе, заслуженным реставратором СССР П. Барановым,  Г. Карлсеном, С. Глобачевой, С. Титовым из Центральной художественной реставрационной мастерской в Москве под руководством В. Карасевой. В ходе реставрационных работ выяснилось, что верхний красочный слой относится ко второй половине XIX века. Художественный уровень этого красочного слоя был значительно ниже, чем у оригинала, он отличался своим колоритом и многими деталями. В ходе реставрации был восстановлен оригинальный красочный слой картины.
Результаты реставрации дали новую почву для исследования картины, поскольку предыдущие исследователи считали красочный слой XIX века оригинальным и на его основе делали свои выводы. Искусствоведы по-прежнему придерживались версии авторства Бернта Нотке. Предположение же Карла Георга Хайзе о том, что таллинская «Пляска смерти» является вырезанной частью любекской, было опровергнуто. Искусствовед Май Лумисте склоняется к версии, что таллинская «Пляска смерти» является не копией, а более поздним авторским повторением любекской. Фигуры очень схожи, однако имеется ряд различий: в таллинском варианте добавлены сцены охоты и беседующие крестьяне и т. д. Вероятно, эту картину Нотке создал специально для Таллина, а его заказчики пожелали получить картину, схожую с любекской.
В 1944 году картина была перенесена из часовни Святого Антония церкви Нигулисте в Государственный Художественный музей ЭССР в Кадриоргском дворце. После обретения независимости Эстонии, картина вернулась в церковь Нигулисте, где находится по сей день.

## Описание
Полотно достаточно длинное и узкое, его размеры составляют 160×750 см. Техника живописи смешанная: темперная и масляная на холстяной основе. Таллинская пляска смерти является фрагментом, а точнее, началом более крупной композиции, включавшей 48—50 фигур. На сохранившемся фрагменте изображено лишь 13 фигур.
Начинается картина с фигуры проповедника на кафедре. Рядом на камне сидит скелет, играющий на волынке. Скелеты здесь символизируют смерть, которая неизбежно настигает всех людей. Далее следуют хоровод из фигур людей, которые сменяются скелетами в саванах. Первым идёт скелет, несущий гроб. За собой он ведёт римского папу. Далее пляшущие скелеты ведут за собой императора, императрицу, кардинала и короля. Фигуры людей стройны, лица выразительны и оживлены. Люди одеты в дорогие костюмы, соответствующие занимаемому положению. Скелеты изображены более динамично, чем люди. На заднем плане картины изображён осенний пейзаж с желтеющими деревьями, склонами холмов и различными постройками.
В нижней части картины на развёрнутом манускрипте помещён стихотворный текст, написанный готическими минускулами на нижненемецком языке. Начинается текст с речи проповедника, за ним следует обращение Смерти ко всем людям. Затем идут диалоги Смерти со всеми изображёнными на картине персонажами.
Первые три фигуры показаны несколько затенённо, освещение остальных более яркое. Освещение пейзажа на заднем плане более равномерное, близкое к вечернему. Живописный слой достаточно тонкий, отсутствует грунтовка в современном понимании. Автор использовал светотень, стремясь к объёмности. Преобладают красные, белые и коричневые тона.